# Pat Lowe
Pat Lowe (Leicester, Reino Unido, 15 de septiembre de 1943) fue una atleta británica especializada en la prueba de 800 m, en la que consiguió ser subcampeona europea en 1971.

## Carrera deportiva
En el Campeonato Europeo de Atletismo de 1971 ganó la medalla de plata en los 800 metros, corriéndolos en un tiempo de 2:01.7 segundos, llegando a meta tras la yugoslava Vera Nikolić que con 2:00.0 s batió el récord de los campeonatos, y por delante de la también británica Rosemary Stirling (bronce con 2:02.1 s).